# Canada ai IV Giochi olimpici invernali
Il Canada partecipò ai IV Giochi olimpici invernali, svoltisi a Garmisch-Partenkirchen, Germania, dal 6 al 16 febbraio 1936, con una delegazione di 29 atleti impegnati in sette discipline.

## Medagliere
| Medaglia | Atleta | Sport              |
| -------- | --- | ------------------ |
| Argento  | Maxwell Deacon Hugh Farquharson James Haggarty Walter Kitchen Raymond Milton Dinty Moore Herman Murray Arthur Nash David Neville Kenneth Farmer-Horn Ralph Saint-Germain Alexander Sinclair William Thomson | Hockey su ghiaccio |